# Чернеюв (Любартівський повіт)
Чернеюв (пол. Czerniejów) — село в Польщі, у гміні Серники Любартівського повіту Люблінського воєводства.
Населення — 266 осіб (2011).
У 1975-1998 роках село належало до Люблінського воєводства.

## Демографія
Демографічна структура станом на 31 березня 2011 року:
|          | Загалом | Допрацездатний вік | Працездатний вік | Постпрацездатний вік |
| -------- | ------- | ------------------ | ---------------- | -------------------- |
| Чоловіки | 138     | 41                 | 78               | 19                   |
| Жінки    | 128     | 28                 | 70               | 30                   |
| Разом    | 266     | 69                 | 148              | 49                   |